# Northampton (Massachusetts)
Northampton ist eine Stadt im Hampshire County im US-Bundesstaat Massachusetts. Die Stadt ist Verwaltungszentrum des Hampshire County. Das U.S. Census Bureau hat bei der Volkszählung 2020 eine Einwohnerzahl von 29.571 ermittelt.
Bedeutend ist die Stadt als Sitz mehrerer angesehener Colleges und Schulen sowie der angrenzenden University of Massachusetts in der Nachbarstadt Amherst. Northampton liegt am Connecticut River.

## Geographie
Northampton liegt im Westen von Massachusetts am Connecticut River. Die Stadt hat eine Gesamtfläche von 92,2 km². Zum Stadtgebiet von Northampton zählen die Gemeinden Florence, Bay State und Leeds. Es grenzt im Norden an die Städte Hatfield und Williamsburg, im Westen an Westhampton, im Osten an Hadley und im Süden an Easthampton. Northampton liegt in einem fruchtbaren, waldreichen Tal, dem sogenannten Pioneer Valley.

## Wirtschaft und Geschichte
Northampton wurde 1654 von puritanischen Siedlern aus dem benachbarten Springfield gegründet. Die Siedlungsgeschichte ist allerdings sehr viel älter. Stämme der Pocumtuc, Mahican und Mohawk lebten dort bereits seit einigen tausend Jahren. Angelehnt an die indianische Bezeichnung Norwottuck und Nonotuck und der englischen Schwesterstadt entstand der Stadtname Northampton. In den ersten Jahren hatten die Siedler mit zahlreichen Indianerangriffen zu kämpfen, beispielsweisen einem organisierten Angriff 1676. Im 18. Jahrhundert fanden in der Stadt Hexenprozesse statt.
Im frühen 19. Jahrhundert erlebte die Stadt ob ihrer geographisch guten Lage zwischen Boston, New York und New Haven einen ersten Aufschwung. Eingewanderte Handwerker und Bauern aus Polen und Irland machten die Stadt zu einem Zentrum der Textil- und Agrarmaschinenindustrie.
Mit dem Ausbau des Verkehrs (Kanalanschluss und Eisenbahn) Mitte des 19. Jahrhunderts begann der weitere wirtschaftliche Aufstieg.
Gegen Ende des Jahrhunderts wurde der Grundstein für den bis heute bedeutenden Hochschulstandort Northampton gelegt.
1871 wurde das bis heute wichtige Smith College gegründet. 1886 die Forbes Library. Weitere Schulgründungen folgten. 1891 wurde das erste städtische Musik-Theater in den USA, die Academy of Music, hier gegründet.
Der berühmteste Bürger der Stadt ist Calvin Coolidge, der dort den Großteil seines Lebens verbrachte. In den 1910er Jahren war der spätere US-Präsident Bürgermeister. Er lebte auch als Präsident in der Stadt. Viele Gebäude, Institutionen und Straßen tragen seinen Namen.
Bis heute ist Northampton im Gegensatz zu vielen Nachbarstädten ein wirtschaftlicher Niedergang (Textilindustrie) erspart geblieben. Die Stadt ist durch ihre vielen gehobenen Bildungsmöglichkeiten und ihr linksliberales politisches Klima zum Anziehungspunkt vieler Intellektueller und Künstler aus den ganzen USA geworden.

### Einwohnerentwicklung

#### Demografie
Nach einer Erhebung aus dem Jahr 2000 leben in Northampton 28.978 Menschen; es gibt 11.880 Haushalte und 5.880 Familien. Der Anteil von Lesben in Northampton ist signifikant höher als in den meisten anderen US-Städten.
Der Großteil der Einwohner ist weiß (90,01 %), daneben gibt es 2,08 % Afroamerikaner, 0,30 % amerikanische Ureinwohner (Native Americans), 3,13 % Asiaten, 0,05 % von den pazifischen Inseln und 2,41 % bezeichneten sich als "andere". Hispanics oder Latinos machen 5,24 % der Bevölkerung aus.
In Northampton haben von den 11.880 Haushalten etwa 22,9 % Kinder unter 18 Jahren, 36,7 % sind verheiratete Paare, 10,1 % alleinstehende Frauen und 50,5 % Nichtfamilienhaushalte. 37,3 % sind Singlehaushalte und 10,7 % der Personen über 65 leben allein. Ein durchschnittlicher Haushalt besteht aus 2,14 Personen, eine durchschnittliche Familie aus 2,87 Personen.
In Northampton leben mehr Frauen als Männer.

#### Lesbische Community
Northampton ist dank der fünf Colleges und der größten Community für Lesben, Schwule, Transgender und Bisexuelle ein liberales Mekka in Massachusetts. Das Smith College hat eine sehr aktive lesbische Community und einige Frau-zu-Mann-Transgender-Studierende. Das Smith College ist ein zentraler Bestandteil der kulturellen Szene Northamptons.

## Politik
Northampton wird seit 1999 von Bürgermeisterin Mary Clare Higgins (Demokratische Partei) regiert.
Das Stadtparlament (City Government) besteht aus dem gewählten Bürgermeister, den gewählten neun Vertretern (dem Council), City Clerk und dem Schatzmeister (Treasurer). Alle Vertreter sind für zwei Jahre gewählt.
Northampton ist Sitz einiger NGOs, darunter dem Bill of Rights Defense Committee, Free Press und dem Freedom Center.

## Sehenswertes und Kultur
Northampton ist eine touristische Attraktion im Westen von Massachusetts. Entlang der Hauptstraße, der Main Street, reihen sich zahlreiche, gut erhaltene Bauten aus der Jahrhundertwende. Neben der Academy of Music, dem Coolidge Theatre, Coolidge Memorial Room, Smith College Campus und der Forbes Library gibt es viele architektonisch interessante Bauten. Viele Cafés, Restaurants, Galerien und illustre Einzelhändler beleben die Innenstadt. Die Stadt rühmt sich ob ihres bunten Nachtlebens mit zahlreichen Musikclubs. In diesen Clubs begannen einige Karrieren bekannter Independent-Bands wie Sonic Youth, Dinosaur Jr. und Dog Eat Dog. Mehrere Kulturfestivals und eine der ältesten Landwirtschaftsmessen der USA (Three County Fair) prägen das Kulturleben.
Bekannt wurde auch der Seniorenchor Young@Heart.
Das parkähnliche Gelände des Smith College, die Ufer des Connecticut River, mehrere attraktive Fahrradwege, zum Beispiel zum Nachbarstädtchen Amherst (Universität) und die zahlreichen Naturschutzgebiete prägen den naturnahen Charakter der Stadt.

## Persönlichkeiten

### In Northampton geboren
- Esther Edwards Burr (1732–1758), Tagebuchautorin, Ehefrau von Aaron Burr, sen.
- Jonathan Hunt (1738–1823), Vizegouverneur von Vermont
- Caleb Strong (1745–1819), Gouverneur von Massachusetts
- Job Lyman (1781–1870), Anwalt und Politiker, der State Auditor von Vermont war
- Lydia Davis (* 1947), Schriftstellerin und Übersetzerin
- Judy Strong (* 1960), Hockeyspielerin
- Mario Cohn-Haft (* 1961), Ornithologe
- Bill Amend (* 1962), Comiczeichner
- A. O. Scott (* 1966), Journalist und Filmkritiker
- Liza Snyder (* 1968), Schauspielerin
- Morgan Smyth (* 1986), Skilangläuferin
- Elijah Bynum (* 1987), Filmemacher

### Mit Northampton verbunden
- Jonathan Edwards (1703–1758), kongregationalistischer Prediger
- Eli P. Ashmun (1770–1819), US-Senator für Massachusetts
- Isaac C. Bates (1779–1845), US-Senator für Massachusetts
- George Bancroft (1800–1891), Historiker, Diplomat und Marinestaatssekretär
- John C. Hammond (1842–1926), Rechtsanwalt
- Henry P. Field (1859/1860–1937), Rechtsanwalt, Bürgermeister von 1897 bis 1898
- Calvin Coolidge (1872–1933), 30. US-Präsident, Bürgermeister von 1910 bis 1912
- Grace Coolidge (1879–1957), First Lady
- Theobald M. Connor (vor 1880–nach 1916), Rechtsanwalt, Bürgermeister von 1905 bis 1907
- John Carpenter (* 1967), Spieleshowkandidat